# Тимъти Спол
Тимъти Спол (на английски: Timothy Spall) е английски актьор.

## Частична филмография
- 1990 – „Под небесния покрив“ (The Sheltering Sky)
- 1996 – „Хамлет“ (Hamlet)
- 1996 – „Тайни и лъжи“ (Secrets & Lies)
- 1998 – „Стари муцуни“ (Still Crazy)
- 1998 – „Мъдростта на крокодилите“ (The Wisdom of Crocodiles)
- 2000 – „Напразни усилия на любовта“ (Love's Labour's Lost)
- 2000 – „Вател“ (Vatel)
- 2001 – „Любовни романи“ (The Old Man Who Read Love Stories)
- 2001 – „Чисто гол с прахосмукачка в рая“ (Vacuuming Completely Nude in Paradise)
- 2001 – „Ванила Скай“ (Vanilla Sky)
- 2001 – „Рок звезда“ (Rock Star)
- 2002 – „Никълъс Никълби“ (Nicholas Nickleby)
- 2003 – „Последният самурай“ (The Last Samurai)
- 2004 – „Лемъни Сникет: Поредица от злополучия“ (Lemony Snicket's A Series of Unfortunate Events)
- 2004 – „Хари Потър и Затворникът от Азкабан“ (Harry Potter and the Prisoner of Azkaban)
- 2005 – „Хари Потър и Огненият бокал“ (Harry Potter and the Goblet of Fire)
- 2007 – „Омагьосана“ (Enchanted)
- 2007 – „Хари Потър и Орденът на феникса“ (Harry Potter and the Order of the Phoenix)
- 2007 – „Суини Тод: Бръснарят демон от Флийт Стрийт“ (Sweeney Todd: The Demon Barber of Fleet Street)
- 2008 – „Апалуса“ (Appaloosa)
- 2009 – „Хари Потър и Нечистокръвния принц“ (Harry Potter and the Half-Blood Prince)
- 2009 – „Проклетият Лийдс Юнайтед“ (The Damned United)
- 2009 – „Пустинно цвете“ (Desert Flower)
- 2010 – „Речта на краля“ (The King's Speech)
- 2010 – „Алиса в Страната на чудесата“ (Alice in Wonderland)
- 2010 – „Хари Потър и Даровете на Смъртта: Първа част“ (Harry Potter and the Deathly Hallows – Part 1)
- 2011 – „Хари Потър и Даровете на Смъртта: Втора част“ (Harry Potter and the Deathly Hallows – Part 2)
- 2012 – „Джинджър и Роса“ (Ginger & Rosa)
- 2014 – „Г-н Търнър“ (Mr. Turner)
- 2016 – „Алиса в Огледалния свят“ (Alice Through the Looking Glass)
- 2023 – „Зли малки писма“ (Wicked Little Letters)